# Afrotrewia
Afrotrewia é um género botânico pertencente à família Euphorbiaceae.

## Espécie
Apresenta uma única espécie:
- Afrotrewia kamerunica Pax & KHoffm.